# Xenophrys omeimontis
Xenophrys omeimontis е вид жаба от семейство Megophryidae. Видът е почти застрашен от изчезване.

## Разпространение
Разпространен е в Китай.

## Описание
Популацията на вида е намаляваща.